# Cộng hòa Ả Rập Thống nhất
Cộng hòa Ả Rập Thống nhất (tiếng Ả Rập: الجمهورية العربية المتحدة al-Ǧumhūriyyah al-ʿArabiyyah al-Muttaḥidah; dịch tiếng Anh: United Arab Republic) là liên minh chính trị tồn tại trong thời gian ngắn giữa Cộng hòa Ai Cập (1953-1958) và Cộng hòa Syria (1930–1958). Liên minh được thành lập vào năm 1958 và tan rã vào năm 1961 khi Syria rút khỏi liên minh. Tuy nhiên, Ai Cập vẫn tiếp tục mang quốc hiệu là "Cộng hòa Ả Rập Thống nhất" cho đến năm 1971. Tổng thống của Cộng hòa Ả Rập Thống nhất là Gamal Abdel Nasser. Trong giai đoạn 1958-1960, Cộng hòa Ả Rập Thống nhất cùng Vương quốc Mutawakkilite Yemen là các chủ thể cấu thành Hợp chúng quốc Ả Rập.

## Nguồn gốc

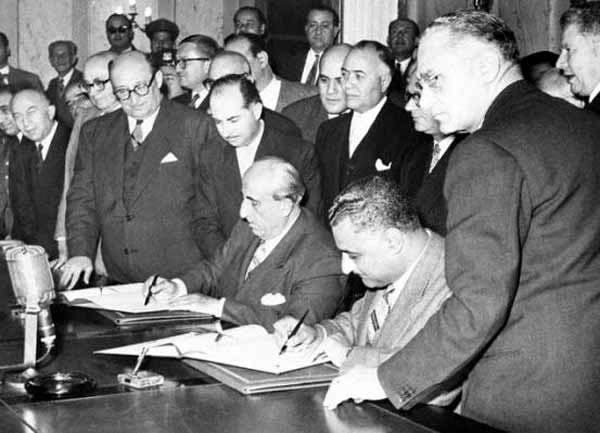
Nasser đang ký hiệp ước thống nhất với Tổng thống Syria Shukri al-Quwatli để thành lập Cộng hòa Ả Rập Thống nhất (tháng 2 năm 1958).

## Quốc hữu hóa

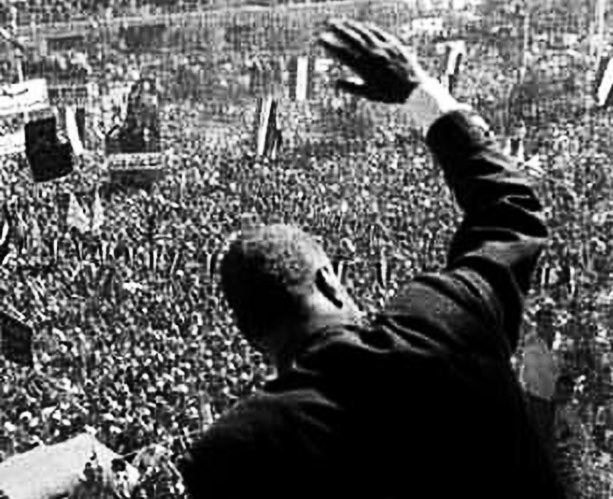
Nasser vẫy chào đám đông ở Damas vào năm 1960.